# 第14回サンディエゴ映画批評家協会賞
第14回サンディエゴ映画批評家協会賞は、サンディエゴ映画批評家協会によって2009年の映画に贈られた映画賞である。2009年12月15日に発表された。

## 受賞
- 主演男優賞: 
  - コリン・ファース - 『シングルマン』
  - 次点: ヴィゴ・モーテンセン - 『ザ・ロード』

- 主演女優賞:
  - ミシェル・モナハン - Trucker
  - 次点: アビー・コーニッシュ - 『ブライト・スター いちばん美しい恋の詩』
  - 次点: キャリー・マリガン - 『17歳の肖像』

- アニメ映画賞: 
  - 『カールじいさんの空飛ぶ家』
  - 次点: 『ファンタスティック・Mr.FOX』

- キャスト賞
  - 『イングロリアス・バスターズ』
  - 次点: 『シリアスマン』

- 撮影賞
  - 『ザ・ロード』 - ハビエル・アギーレサロベ
  - 次点: 『イングロリアス・バスターズ』 - ロバート・リチャードソン

- 監督賞: 
  - クエンティン・タランティーノ - 『イングロリアス・バスターズ』
  - 次点: ジェームズ・キャメロン - 『アバター』

- ドキュメンタリー映画賞: 
  - 『ザ・コーヴ』
  - 次点: 『アンヴィル! 夢を諦めきれない男たち』

- 編集賞:
  - 『(500)日のサマー』 - アラン・エドワード・ベル
  - 次点: 『イングロリアス・バスターズ』 - サリー・メンケ

- 作品賞:
  - 『イングロリアス・バスターズ』
  - 次点: 『シングルマン』

- 外国映画賞:
  - 『イル・ディーヴォ 魔王と呼ばれた男』 ( イタリア)
  - 次点: 『闇の列車、光の旅』 ( スペイン)

- 美術賞:
  - 『イングロリアス・バスターズ』 - デヴィッド・ワスコ
  - 次点: 『Dr.パルナサスの鏡』 - アナスタシア・マサロ

- 音楽賞:
  - 『シングルマン』 - アベル・コジェニオウスキ
  - 次点: 『カールじいさんの空飛ぶ家』 - マイケル・ジアッチーノ

- 脚色賞:
  - 『ファンタスティック・Mr.FOX』 - ウェス・アンダーソン、ノア・バームバック
  - 次点: 『マイレージ、マイライフ』 - ジェイソン・ライトマン、シェルダン・ターナー

- 脚本賞:
  - 『イングロリアス・バスターズ』 -  クエンティン・タランティーノ
  - 次点: 『シリアスマン』 - コーエン兄弟

- 助演男優賞: 
  - クリストフ・ヴァルツ - 『イングロリアス・バスターズ』
  - 次点: ウディ・ハレルソン - 『メッセンジャー』

- 助演女優賞: 
  - サマンサ・モートン - 『メッセンジャー』
  - 次点: アナ・ケンドリック - 『マイレージ、マイライフ』